# كارين فان دير فيين
كارين فان دير فيين (بالإنجليزية: Karen van der Veen) هي منافسة ألعاب القوى جنوب أفريقية، ولدت في 7 يناير 1966 في إيست لندن في جنوب أفريقيا.

## وصلات خارجية
- كارين فان دير فيين على موقع الاتحاد الدولي لألعاب القوى (الإنجليزية)
- كارين فان دير فيين على موقع أوليمبيديا (الإنجليزية)